# 德寿寺 (前郭尔罗斯)
德寿寺，蒙古语俗称浩古沁·黑帝，汉语俗称黑帝庙，位于中国吉林省松原市前郭尔罗斯蒙古族自治县乌兰傲都乡黑帝庙屯，是一座藏传佛教格鲁派寺院。

## 简介
德寿寺的遗址位于前郭尔罗斯蒙古族自治县乌兰傲都乡黑帝庙屯。该庙的官赐名蒙古语记音是“额尔德木·乌勒吉图·苏莫”，汉语意译为“德寿寺”。该庙创建于光绪三十三年（1907年）。
“浩古沁·黑帝”是德寿寺的蒙古语俗称，汉语意为“旧庙”。按照蒙古人的习惯，由于前郭尔罗斯蒙古族自治县东部有蒙古语称“新恩·苏莫”，（汉语意为“新庙”）的福兴寺；前郭尔罗斯蒙古族自治县西部的庙，就该叫蒙古语“好古沁·黑帝”，（汉语意为“旧庙”）。这是蒙古人的指代习惯造成的。
汉语俗称“黑帝庙”是从蒙古语俗称“浩古沁·黑帝”音译而来。汉译时，取了“黑帝”一词素，又加上一个汉语词素“庙”当作附缀。实际上在蒙古语中，发音“黑帝”就是指“庙宇、寺院”，汉语加附缀汉字“庙”，是为了汉语指代准确。